# Mouvement des conservateurs et des réformistes sociaux
Le Mouvement des conservateurs et des réformistes sociaux (en italien,  Movimento Conservatori Social Riformatori) est un parti politique italien fondé en octobre 2012 par Cristiana Muscardini. Ce parti est représenté au Parlement européen au sein du groupe ECR (Conservateurs et réformistes européens).